# Roszki
Roszki (niem. Roschki) – wieś w Polsce położona w województwie wielkopolskim, w powiecie krotoszyńskim, w gminie Krotoszyn.
Jest siedzibą największego w gminie sołectwa Roszki, obejmującego oprócz wsi Roszki 13 przysiółków: Bór, Brzezinka, Dąbrowa, Jastrzębiec, Jelonek, Miłowiec, Odrodzenie, Rozdrażewek, Ryczków, Sokołówka, Stare Budy, Stary Las oraz Teresiny.
Miejscowość leżała w obrębie księstwa krotoszyńskiego (1819-1927), którym władali książęta rodu Thurn und Taxis. W okresie Wielkiego Księstwa Poznańskiego (1815-1848) miejscowość należała do wsi większych w ówczesnym pruskim powiecie Krotoszyn w rejencji poznańskiej. Roszki należały do okręgu krotoszyńskiego tego powiatu i stanowiły część majątku Baszyny, którego właścicielem był wówczas książę Maximilian Karl von Thurn und Taxis. Według spisu urzędowego z 1837 roku wieś liczyła 547 mieszkańców, którzy zamieszkiwali 59 dymów (domostw).
W latach 1975–1998 miejscowość administracyjnie należała do województwa kaliskiego. Leży na południowym krańcu kompleksu leśnego Jasne Pole, należącego do Dąbrów Krotoszyńskich.
We wsi znajduje się kościół Niepokalanego Serca NMP z 1985 i karczma z 1845.